# Gátér
Gátér es un pueblo ubicado en el distrito de Kiskunfélegyháza, en el condado de Bács-Kiskun, Hungría.

## Superficie
Posee una superficie de 30,89 kilómetros cuadrados.

## Demografía
Hasta 2019 la población era de 880 habitantes, con una densidad de población de 28,49 habitantes por kilómetro cuadrado.